# 새머리판

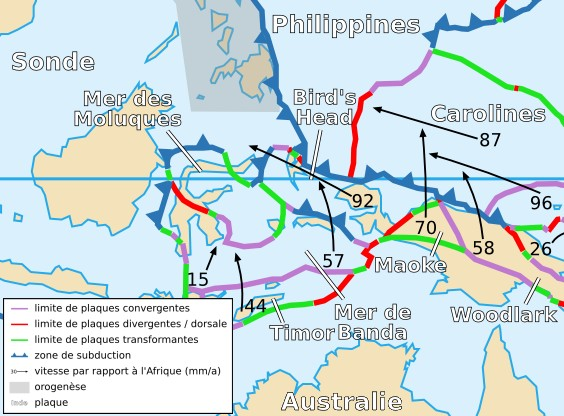
새머리판 지도(프랑스어)

새머리판(영어: Bird's Head Plate)은 뉴기니섬의 서쪽 끝 도베라이반도에 있는 3차 판으로, 오스트레일리아판에서 남동쪽으로 분리된다. 수렴 경계는 캐롤라인판, 필리핀판 등의 북쪽을 따라 존재하며 변환 경계는 이 판의 남서부에 존재한다. 또 다른 수렴 경계는 이 판의 남쪽에 존재한다.

## 같이 보기
- 무 대륙
- 아틀라스
- 레무리아
- 아르고랜드(en:Argoland) - 호주 대륙에서 약 1억 5500만년전에 분리된뒤 사라진 것으로 알려진 전설의 대륙
  - 월리스선
- 레이 라인(en:Ley line)